# Ърлс Корт Сентър
„Ърлс Корт Сентър“ е изложбен център в Лондон, Великобритания. Разположен е в района Кенсингтън и Челси и е най-голямата подобна сграда в централен Лондон.
Мястото на събитието вече има голяма олимпийска история след като е било домакин на състезанията по бокс, гимнастика, вдигане на тежести и борба по време на Игрите през 1948. „Ърлс Корт Сентър“ е и едно от съоръженията за Лондон 2012.

## Проектиране и изграждане
Преди построяването на „Ърлс корт“ мястото е пуста земя. Идеята за построяване на развлекателно съоръжение на мястото е дадена от предприемача Джон Робинсън Уитли, който използват земята като място за шоу в продължение на много години.
В края на 19 век мястото е било домакин на шоуто на Бъфало Бил „Този див, див запад“.
През 1935 г. земята е продадена и новите собственици решават да се изгради център за шоу програми, за да съперничи на всеки друг по света. Планът бил да се създаде най-голямата сграда за развлечения в Европа.
Зала „Ърлс Корт“ е открита през 1937 г. за сладкарска изложба.
В днешно време залата е домакин на множество представления и изложби през цялата година. За Олимпийските игри в Лондон през 2012 г., специално е построено волейболно игрище с временни трибуни.